# 1984 en els vols espacials
Aquest article és una llista d'esdeveniments de vols espacials relacionats que es van produir el 1984.

## Llançaments
| Data i hora (UTC)    | Coet | Coet                                             | Plataforma de llançament                       | Plataforma de llançament                             | LSP                                  | LSP                                  |
| -------------------- | --- | ------------------------------------------------ | ---------------------------------------------- | ---------------------------------------------------- | ------------------------------------ | ------------------------------------ |
| Data i hora (UTC)    | Càrrega útil | Operador                                         | Òrbita                                         | Funció                                               | Deteriorament (UTC)                  | Resultat                             |
| Data i hora (UTC)    | Comentaris |                                                  |                                                |                                                      |                                      |                                      |
| Gener                | |                                                  |                                                |                                                      |                                      |                                      |
| 31 de gener 03:08    | Estats Units - Titan 34D/Transtage | Estats Units - Titan 34D/Transtage               | Estats Units - Cape Canaveral LC-40            | Estats Units - Cape Canaveral LC-40                  | Estats Units                         | Estats Units                         |
| 31 de gener 03:08    | Estats Units - OPS-0441 (Vortex 4) | NRO                                              | Terrestre Alta                                 | SIGINT                                               | En òrbita                            | Reeixit                              |
| Febrer               | |                                                  |                                                |                                                      |                                      |                                      |
| 3 de febrer 13:00    | Estats Units - Transbordador espacial Challenger | Estats Units - Transbordador espacial Challenger | Estats Units - Kennedy LC-39A                  | Estats Units - Kennedy LC-39A                        | Estats Units - United Space Alliance | Estats Units - United Space Alliance |
| 3 de febrer 13:00    | Estats Units - STS-41-B | NASA                                             | Terrestre Baixa                                | Desplegament de satèl·lit                            | 11 de febrer 12:15                   | Reeixit                              |
| 3 de febrer 13:00    | Estats Units - Westar 6 | Western Union                                    | Destinat: Geosíncrona Actual: Terrestre Baixa  | Comunicacions                                        | 16 de novembre 11:59                 | Error de desplegament                |
| 3 de febrer 13:00    | Indonèsia - Palapa B2 | Telkom Indonesia                                 | Destinat: Geosíncrona Actual: Terrestre Baixa  | Comunicacions                                        | 16 de novembre 11:59                 | Error de desplegament                |
| 3 de febrer 13:00    | Alemanya Occidental - SPAS-1A | NASA                                             | Terrestre Baixa (Challenger)                   | Investigació de microgravetat                        | 11 de febrer 12:15                   | Reeixit                              |
| 3 de febrer 13:00    | Vol orbital tripulat amb cinc astronautes; primer ús del Manned Maneuvering Unit i primer aterratge del transbordador espacial al Kennedy Space Center. Els errors en el PAM va permetre que el Westar 6 i el Palapa B2 siguin abandonats en l'òrbita terrestre baixa. Els satèl·lits van ser posteriorment recuperats pel Transbordador espacial Discovery durant la missió STS-51-A el novembre i van ser retornats cap a la Terra per a la restauració. El Westar 6 va ser venut a AsiaSat i es va canviar el nom a AsiaSat 1, i es va llançar pel coet transportador xinès Llarga Marxa 3 el 7 d'abril de 1990. El Palapa B2 es va canviar el nom a Palapa B2R i va ser llançat per un coet transportador americà Delta II 6925-8 el 13 d'abril de 1990. |                                                  |                                                |                                                      |                                      |                                      |
| 5 de febrer 18:44    | Estats Units - Atlas H | Estats Units - Atlas H                           | Estats Units - Vandenberg SLC-3E               | Estats Units - Vandenberg SLC-3E                     | Estats Units                         | Estats Units                         |
| 5 de febrer 18:44    | Estats Units - OPS-8737 (NOSS 7) | Marina dels Estats Units d'Amèrica               | Terrestre Baixa                                | SIGINT                                               | En òrbita                            | Reeixit                              |
| 8 de febrer 12:07    | Unió Soviètica - Soiuz-U | Unió Soviètica - Soiuz-U                         | Unió Soviètica - Baikonur Site 31/6            | Unió Soviètica - Baikonur Site 31/6                  | Unió Soviètica                       | Unió Soviètica                       |
| 8 de febrer 12:07    | Unió Soviètica - Soiuz T-10 |                                                  | Terrestre Baixa (Saliut 7)                     | Saliut 7 EO-3                                        | 11 d'abril 10:48                     | Reeixit                              |
| 8 de febrer 12:07    | Vol orbital tripulat amb tres cosmonautes |                                                  |                                                |                                                      |                                      |                                      |
| 21 de febrer 06:46   | Unió Soviètica - Soiuz-U | Unió Soviètica - Soiuz-U                         | Unió Soviètica - Baikonur Site 31/6            | Unió Soviètica - Baikonur Site 31/6                  | Unió Soviètica                       | Unió Soviètica                       |
| 21 de febrer 06:46   | Unió Soviètica - Progress 19 |                                                  | Terrestre Baixa (Saliut 7)                     | Logística                                            | 1 d'abril 18:18                      | Reeixit                              |
| Març                 | |                                                  |                                                |                                                      |                                      |                                      |
| 5 de març 00:50      | Europa - Ariane 1 | Europa - Ariane 1                                | França - Kourou ELA                            | França - Kourou ELA                                  | França - CNES                        | França - CNES                        |
| 5 de març 00:50      | Nacions Unides - Intelsat 508 | Intelsat                                         | Geosíncrona                                    | Comunicacions                                        | En òrbita                            | Reeixit                              |
| Abril                | |                                                  |                                                |                                                      |                                      |                                      |
| 3 d'abril 13:08      | Unió Soviètica - Soiuz-U | Unió Soviètica - Soiuz-U                         | Unió Soviètica - Baikonur Site 31/6            | Unió Soviètica - Baikonur Site 31/6                  | Unió Soviètica                       | Unió Soviètica                       |
| 3 d'abril 13:08      | Unió Soviètica - Soiuz T-11 |                                                  | Terrestre Baixa (Saliut 7)                     | Saliut 7 EP-3                                        | 2 d'octubre 10:57                    | Reeixit                              |
| 3 d'abril 13:08      | Vol orbital tripulat amb tres cosmonautes incloent el primer viatger a l'espai de l'Índia |                                                  |                                                |                                                      |                                      |                                      |
| 6 d'abril 13:58      | Estats Units - Space Shuttle Challenger | Estats Units - Space Shuttle Challenger          | Estats Units - Kennedy LC-39A                  | Estats Units - Kennedy LC-39A                        | Estats Units - United Space Alliance | Estats Units - United Space Alliance |
| 6 d'abril 13:58      | Estats Units - STS-41-C | NASA                                             | Terrestre Baixa                                | Desplegament de satèl·lit i reparació                | 13 d'abril 13:38                     | Reeixit                              |
| 6 d'abril 13:58      | Estats Units - LDEF | NASA                                             | Terrestre Baixa                                | Ciència de materials                                 | 20 de gener 1990 06:35               | Reeixit                              |
| 6 d'abril 13:58      | Vol orbital tripulat amb cinc astronautes; Missió de reparació del Solar Max El LDEF va ser recuperat pel Transbordador espacial Columbia durant la missió STS-32 el gener de 1990. |                                                  |                                                |                                                      |                                      |                                      |
| 14 d'abril 16:52     | Estats Units - Titan 34D/Transtage | Estats Units - Titan 34D/Transtage               | Estats Units - Cape Canaveral LC-40            | Estats Units - Cape Canaveral LC-40                  | Estats Units                         | Estats Units                         |
| 14 d'abril 16:52     | Estats Units - OPS-7641 (DSP-12) | Força Aèria dels Estats Units d'Amèrica          | Geosíncrona                                    | Sistema d'alertes                                    | En òrbita                            | Reeixit                              |
| 15 d'abril 08:12     | Unió Soviètica - Soiuz-U | Unió Soviètica - Soiuz-U                         | Unió Soviètica - Baikonur Site 31/6            | Unió Soviètica - Baikonur Site 31/6                  | Unió Soviètica                       | Unió Soviètica                       |
| 15 d'abril 08:12     | Unió Soviètica - Progress 20 |                                                  | Terrestre Baixa (Saliut 7)                     | Logística                                            | 7 de maig 00:32                      | Reeixit                              |
| 17 d'abril 18:45     | Estats Units - Titan 24B | Estats Units - Titan 24B                         | Estats Units - Vandenberg SLC-4W               | Estats Units - Vandenberg SLC-4W                     | Estats Units                         | Estats Units                         |
| 17 d'abril 18:45     | Estats Units - OPS-8424 (KH-8-54) | NRO                                              | Heliosíncrona                                  | Reconeixement                                        | 13 d'agost                           | Reeixit                              |
| 17 d'abril 18:45     | Vol final del Titan 24B i de la nau espacial KH-8 |                                                  |                                                |                                                      |                                      |                                      |
| Maig                 | |                                                  |                                                |                                                      |                                      |                                      |
| 7 de maig 22:47      | Unió Soviètica - Soiuz-U | Unió Soviètica - Soiuz-U                         | Unió Soviètica - Baikonur Site 31/6            | Unió Soviètica - Baikonur Site 31/6                  | Unió Soviètica                       | Unió Soviètica                       |
| 7 de maig 22:47      | Unió Soviètica - Progress 21 |                                                  | Terrestre Baixa (Saliut 7)                     | Logística                                            | 26 de maig 15:00                     | Reeixit                              |
| 23 de maig 01:33     | Europa - Ariane 1 | Europa - Ariane 1                                | França - Kourou ELA                            | França - Kourou ELA                                  | França - Arianespace                 | França - Arianespace                 |
| 23 de maig 01:33     | Estats Units - Spacenet F1 | Spacenet                                         | Geosíncrona                                    | Comunicacions                                        | En òrbita                            | Reeixit                              |
| 28 de maig 14:12     | Unió Soviètica - Soiuz-U | Unió Soviètica - Soiuz-U                         | Unió Soviètica - Baikonur Site 31/6            | Unió Soviètica - Baikonur Site 31/6                  | Unió Soviètica                       | Unió Soviètica                       |
| 28 de maig 14:12     | Unió Soviètica - Progress 22 |                                                  | Terrestre Baixa (Saliut 7)                     | Logística                                            | 15 de juliol 18:52                   | Reeixit                              |
| Juny                 | |                                                  |                                                |                                                      |                                      |                                      |
| 9 de juny 23:03      | Estats Units - Atlas G | Estats Units - Atlas G                           | Estats Units - Cape Canaveral LC-36B           | Estats Units - Cape Canaveral LC-36B                 | Estats Units                         | Estats Units                         |
| 9 de juny 23:03      | Nacions Unides - Intelsat 509 | Intelsat                                         | Destinat: Geosíncrona Assolit: Terrestre Baixa | Comunicacions                                        | 24 d'octubre                         | Error de llançament                  |
| 9 de juny 23:03      | Vol inaugural de l'Atlas G Malfuncionament en la tercera etapa situant la càrrega en òrbita incorrecta |                                                  |                                                |                                                      |                                      |                                      |
| 13 de juny 11:37     | Estats Units - Atlas E/SGS-2 | Estats Units - Atlas E/SGS-2                     | Estats Units - Vandenberg SLC-3W               | Estats Units - Vandenberg SLC-3W                     | Estats Units                         | Estats Units                         |
| 13 de juny 11:37     | Estats Units - USA-1 (GPS-9) | Força Aèria dels Estats Units d'Amèrica          | Terrestre Mitjana                              | Navegació                                            | En òrbita                            | Reeixit                              |
| 25 de juny 18:47     | Estats Units - Titan 34D | Estats Units - Titan 34D                         | Estats Units - Vandenberg SLC-4E               | Estats Units - Vandenberg SLC-4E                     | Estats Units                         | Estats Units                         |
| 25 de juny 18:47     | Estats Units - USA-2 (KH-9-19) | NRO                                              | Heliosíncrona                                  | Reconeixement                                        | 18 d'octubre                         | Reeixit                              |
| 25 de juny 18:47     | Estats Units - USA-3 (SSF-D-5) | NRO                                              | Heliosíncrona                                  | ELINT                                                | En òrbita                            | Reeixit                              |
| Juliol               | |                                                  |                                                |                                                      |                                      |                                      |
| 17 de juliol 17:40   | Unió Soviètica - Soiuz-U2 | Unió Soviètica - Soiuz-U2                        | Unió Soviètica - Baikonur Site 31/6            | Unió Soviètica - Baikonur Site 31/6                  | Unió Soviètica                       | Unió Soviètica                       |
| 17 de juliol 17:40   | Unió Soviètica - Soiuz T-12 |                                                  | Terrestre Baixa (Saliut 7)                     | Saliut 7 EP-4                                        | 29 de juliol 12:55                   | Reeixit                              |
| 17 de juliol 17:40   | Vol orbital tripulat amb tres cosmonautes Primer vol espacial tripulat del Soiuz-U2 |                                                  |                                                |                                                      |                                      |                                      |
| Agost                | |                                                  |                                                |                                                      |                                      |                                      |
| 4 d'agost 13:32      | Europa - Ariane 3 | Europa - Ariane 3                                | França - Kourou ELA                            | França - Kourou ELA                                  | França - Arianespace                 | França - Arianespace                 |
| 4 d'agost 13:32      | França - Eutelsat 1F2 | Eutelsat                                         | Geosíncrona                                    | Comunicacions                                        | En òrbita                            | Reeixit                              |
| 4 d'agost 13:32      | França - Telecom 1A | France Télécom                                   | Geosíncrona                                    | Comunicacions                                        | En òrbita                            | Reeixit                              |
| 4 d'agost 13:32      | Vol inaugural de l'Ariane 3 Eutelsat 1F2 retirat el 1993 |                                                  |                                                |                                                      |                                      |                                      |
| 14 d'agost 06:28     | Unió Soviètica - Soiuz-U | Unió Soviètica - Soiuz-U                         | Unió Soviètica - Baikonur Site 1/5             | Unió Soviètica - Baikonur Site 1/5                   | Unió Soviètica                       | Unió Soviètica                       |
| 14 d'agost 06:28     | Unió Soviètica - Progress 23 |                                                  | Terrestre Baixa (Saliut 7)                     | Logística                                            | 28 d'agost 01:28                     | Reeixit                              |
| 28 d'agost 18:03     | Estats Units - Titan 34B | Estats Units - Titan 34B                         | Estats Units - Vandenberg SLC-4W               | Estats Units - Vandenberg SLC-4W                     | Estats Units                         | Estats Units                         |
| 28 d'agost 18:03     | Estats Units - USA-4 (SDS-1-5) | Força Aèria dels Estats Units d'Amèrica          | Molnia                                         | Comunicacions                                        | En òrbita                            | Reeixit                              |
| 30 d'agost 12:41     | Estats Units - Transbordador espacial Discovery | Estats Units - Transbordador espacial Discovery  | Estats Units - Kennedy LC-39A                  | Estats Units - Kennedy LC-39A                        | Estats Units - United Space Alliance | Estats Units - United Space Alliance |
| 30 d'agost 12:41     | Estats Units - STS-41-D | NASA                                             | Terrestre Baixa                                | Desplegament de satèl·lit                            | 5 de setembre 15:37                  | Reeixit                              |
| 30 d'agost 12:41     | Estats Units - SBS-4 | SBS                                              | Actual: Cementiri Operacional: Geosíncrona     | Comunicacions                                        | En òrbita                            | Reeixit                              |
| 30 d'agost 12:41     | Estats Units - Telstar 302 | AT&T                                             | Actual: Cementiri Operacional: Geosíncrona     | Comunicacions                                        | En òrbita                            | Reeixit                              |
| 30 d'agost 12:41     | Estats Units - Leasat 2 | Marina dels Estats Units d'Amèrica               | Actual: Cementiri Operacional: Geosíncrona     | Comunicacions                                        | En òrbita                            | Reeixit                              |
| 30 d'agost 12:41     | Estats Units - OAST-1 | NASA                                             | Terrestre Baixa (Discovery)                    | Panells solars R&D                                   | 5 de setembre 15:37                  | Reeixit                              |
| 30 d'agost 12:41     | Vol orbital tripulat amb sis astronautes Vol inaugural del Transbordador espacial Discovery |                                                  |                                                |                                                      |                                      |                                      |
| Setembre             | |                                                  |                                                |                                                      |                                      |                                      |
| 8 de setembre 21:41  | Estats Units - Atlas E/SGS-2 | Estats Units - Atlas E/SGS-2                     | Estats Units - Vandenberg SLC-3W               | Estats Units - Vandenberg SLC-3W                     | Estats Units                         | Estats Units                         |
| 8 de setembre 21:41  | Estats Units - USA-5 (GPS-10) | Força Aèria dels Estats Units d'Amèrica          | Terrestre Mitjana                              | Navegació                                            | En òrbita                            | Reeixit                              |
| Octubre              | |                                                  |                                                |                                                      |                                      |                                      |
| 5 d'octubre 11:03    | Estats Units - Space Shuttle Challenger | Estats Units - Space Shuttle Challenger          | Estats Units - Kennedy LC-39A                  | Estats Units - Kennedy LC-39A                        | Estats Units - United Space Alliance | Estats Units - United Space Alliance |
| 5 d'octubre 11:03    | Estats Units - STS-41-G | NASA                                             | Terrestre Baixa                                | Desplegament de satèl·lit                            | 13 d'octubre 16:26                   | Reeixit                              |
| 5 d'octubre 11:03    | Estats Units - ERBS | NASA                                             | Terrestre Baixa                                | Observació del balanç de radiació de la Terra        | En òrbita                            | Reeixit                              |
| 5 d'octubre 11:03    | Estats Units - OSTA-3 | NASA                                             | Terrestre Baixa (Challenger)                   | Imatgeria de la Terra                                | 13 d'octubre 16:26                   | Reeixit                              |
| 5 d'octubre 11:03    | Estats Units - ORS | NASA                                             | Terrestre Baixa (Challenger)                   | Demostració d'abastiment de combustible de satèl·lit | 13 d'octubre 16:26                   | Reeixit                              |
| 5 d'octubre 11:03    | Vol orbital tripulat amb set astronautes incloent el primer canadenc a l'espai Shuttle Imaging Radar-B (SIR-B) ERBS retirat el 14 d'octubre de 2005 |                                                  |                                                |                                                      |                                      |                                      |
| Novembre             | |                                                  |                                                |                                                      |                                      |                                      |
| 8 de novembre 12:15  | Estats Units - Space Shuttle Discovery | Estats Units - Space Shuttle Discovery           | Estats Units - Kennedy LC-39A                  | Estats Units - Kennedy LC-39A                        | Estats Units - United Space Alliance | Estats Units - United Space Alliance |
| 8 de novembre 12:15  | Estats Units - STS-51-A | NASA                                             | Terrestre Baixa                                | Desplegament de satèl·lit amb recuperació            | 16 de novembre 11:59                 | Reeixit                              |
| 8 de novembre 12:15  | Canadà - Anik D2 | Telesat Canada                                   | Actual: Cementiri Operacional: Geosíncrona     | Comunicacions                                        | En òrbita                            | Reeixit                              |
| 8 de novembre 12:15  | Estats Units - Leasat 1 | Marina dels Estats Units d'Amèrica               | Actual: Cementiri Operacional: Geosíncrona     | Comunicacions                                        | En òrbita                            | Reeixit                              |
| 8 de novembre 12:15  | Vol orbital tripulat amb cinc astronautes Anik D2 retirat el 31 de gener de 1995 Es va recupera els satèl·lits Westar 6 i Palapa B2 que es van quedar encallats en òrbita terrestre baixa després dels errors de PAM durant el desplegament del Transbordador espacial Challenger en la missió STS-41-B al febrer. |                                                  |                                                |                                                      |                                      |                                      |
| 10 de novembre 01:14 | Europa - Ariane 3 | Europa - Ariane 3                                | França - Kourou ELA                            | França - Kourou ELA                                  | França - Arianespace                 | França - Arianespace                 |
| 10 de novembre 01:14 | Estats Units - Spacenet F2 | Spacenet                                         | Geosíncrona                                    | Comunicacions                                        | En òrbita                            | Reeixit                              |
| 10 de novembre 01:14 | Europa - MARECS 2 | ESA                                              | Geosíncrona                                    | Comunicacions                                        | En òrbita                            | Reeixit                              |
| Desembre             | |                                                  |                                                |                                                      |                                      |                                      |
| 4 de desembre 18:03  | Estats Units - Titan 34D | Estats Units - Titan 34D                         | Estats Units - Vandenberg SLC-4E               | Estats Units - Vandenberg SLC-4E                     | Estats Units                         | Estats Units                         |
| 4 de desembre 18:03  | Estats Units - USA-6 (KH-11-6) | NRO                                              | Heliosíncrona                                  | Reconeixement                                        | En òrbita                            | Reeixit                              |
| 12 de desembre 10:42 | Estats Units - Atlas E/Star-37S-ISS | Estats Units - Atlas E/Star-37S-ISS              | Estats Units - Vandenberg SLC-3W               | Estats Units - Vandenberg SLC-3W                     | Estats Units                         | Estats Units                         |
| 12 de desembre 10:42 | Estats Units - NOAA 9 (NOAA-F) | NOAA                                             | Heliosíncrona                                  | Meteorologia                                         | En òrbita                            | Reeixit                              |
| 22 de desembre 00:02 | Estats Units - Titan 34D/Transtage | Estats Units - Titan 34D/Transtage               | Estats Units - Cape Canaveral LC-40            | Estats Units - Cape Canaveral LC-40                  | Estats Units                         | Estats Units                         |
| 22 de desembre 00:02 | Estats Units - USA-7 (DSP-12) | Força Aèria dels Estats Units d'Amèrica          | Geosíncrona                                    | Sistema d'alertes                                    | En òrbita                            | Reeixit                              |

## Encontres espacials
No hi va haver encontres espacials el 1984.

## EVAs
| Inici Data/Hora      | Duració           | Hora Finalització | Nau espacial                               | Tripulació                                                                  | Comentaris |
| -------------------- | ----------------- | ----------------- | ------------------------------------------ | --------------------------------------------------------------------------- | --- |
| 7 de febrer          | 5 hores 55 minuts |                   | STS-41-B Transbordador espacial Challenger | Estats Units - Bruce McCandless II · Estats Units - Robert L. Stewart       | McCandless i Stewart van muntar el Manned Maneuvering Unit (MMUs) durant el primer EVA sense lligams de la història. Els dos astronautes van practicar l'ús d'eines i procediments per a la captura planificada i la reparació del satèl·lit Solar Maximum Mission (SMM) per dur a terme en un vol posterior.                                                                         |
| 9 de febrer          | 6 hores 17 minuts |                   | STS-41-B Challenger                        | Estats Units - Bruce McCandless II · Estats Units - Robert L. Stewart       | Es va continuar les proves del MMUs i la pràctica amb les eines i procediments per ser utilitzades amb la recuperació i reparació del satèl·lit SMM. |
| 8 d'abril 14:18      | 2 hores 38 minuts | 16:56             | STS-41-C Challenger                        | Estats Units - George Nelson · Estats Units - James van Hoften              | Nelson va muntar al MMU al satèl·lit SMM. En Van Hoften estava per la zona de càrrega per proporcionar tota l'assistència necessària. Després de tres intents infructuosos per capturar el SMM amb l'eina Trunnion Pin Acquisition Device (TPAD) i un intent d'agafar el satèl·lit a mà, els caminants espacials va tornar al Challenger. El SMM es va recuperar l'endemà amb el RMS. |
| 11 d'abril 08:58     | 6 hores 44 minuts | 15:42             | STS-41-C Challenger                        | Estats Units - George Nelson · Estats Units - James van Hoften              | Es va completar la reparació del satèl·lit SMM i llavors es va continuar les proves del MMU. |
| 23 d'abril 04:31     | 4 hores 20 minuts | 08:46             | Saliut 7 EO-3                              | Unió Soviètica - Leonid Kizim · Unió Soviètica - Vladímir Solovyov          | Es va instal·lar una nova escala per arribar a la ruptura del Main Oxidizer Line en la Saliut 7. Primer dels cinc EVAs per realitzar la reparació. |
| 26 d'abril 02:40     | 4 hores 56 minuts | 07:40             | Saliut 7 EO-3                              | Unió Soviètica - Leonid Kizim · Unió Soviètica - Vladímir Solovyov          | Es va eliminar la instal·lació antiga i es va col·locar una vàlvula en la línia d'oxidant de recanvi. Segon dels cinc EVAs per reparar el Main Oxidizer Line a l'estació. |
| 29 d'abril 01:35     | 2 hores 45 minuts | 04:20             | Saliut 7 EO-3                              | Unió Soviètica - Leonid Kizim · Unió Soviètica - Vladímir Solovyov          | Instal·lació d'un conducte de derivació al voltant de la secció danyada del Main Oxidizer Line a l'estació. Tercer de cinc EVAs de reparació. |
| 3 de maig 23:15      | 2 hores 45 minuts | 4 de maig 02:00   | Saliut 7 EO-3                              | Unió Soviètica - Leonid Kizim · Unió Soviètica - Vladímir Solovyov          | Aïllament instal·lat en la segona línia de derivació i se substitueix l'aïllament tèrmic del Main Oxidizer Line de l'estació. Quart de cinc EVAs de reparació. |
| 18 de maig 17:52     | 3 hores 5 minuts  | 20:57             | Saliut 7 EO-3                              | Unió Soviètica - Leonid Kizim · Unió Soviètica - Vladímir Solovyov          | Instal·lats dos nous panells solars a l'estació espacial. |
| 25 de juliol 14:55   | 3 hores 35 minuts | 18:29             | Saliut 7 EP-4                              | Unió Soviètica - Vladímir Djanibékov · Unió Soviètica - Svetlana Savítskaia | Es va provar l'eina multipropòsit URI amb diverses mostres de metall. La Savítskaia va esdevenir la primera dona en la història en dur a terme un EVA. |
| 8 d'agost 08:46      | 5 hores           | 13:46             | Saliut 7 EO-3                              | Unió Soviètica - Leonid Kizim · Unió Soviètica - Vladímir Solovyov          | Amb una eina de premsa pneumàtica lliurada pel Soiuz T-12, els cosmonautes va completar el cinquè i últim EVA per reparar el Main Oxidizer Line danyat de l'estació per premsar els extrems del tub trencat. |
| 11 d'octubre 15:38   | 3 hores 29 minuts | 19:05             | STS-41-G Challenger                        | Estats Units - David Leestma · Estats Units - Kathryn Sullivan              | Demostrat l'ús de la Orbital Refueling System, incloent la instal·lació d'un kit de manteniment de vàlvules ORS. Sullivan va ser la primera dona d'Amèrica i la segona dona de la història en dur a terme un EVA. |
| 12 de novembre 13:25 | 6 hores           | 19:25             | STS-51-A Transbordador espacial Discovery  | Estats Units - Joseph P. Allen · Estats Units - Dale Gardner                | Allen va muntar el MMU al satèl·lit Palapa B2 i el va moure a la zona de càrrega. Gardner i Allen a continuació, van assegurar el satèl·lit a la zona de càrrega per al retorn a la Terra. |
| 14 de novembre 11:09 | 5 hores 42 minuts | 16:51             | STS-51-A Discovery                         | Estats Units - Joseph P. Allen · Estats Units - Dale Gardner                | Gardner va muntar el MMU al satèl·lit Westar 6 i el va moure a la zona de càrrega. Allen i Gardner a continuació, van assegurar el satèl·lit a la zona de càrrega per al retorn a la Terra. |